# استن گتز
استنلی گتز (به انگلیسی: Stanley Getz) ‏(۲ فوریه ۱۹۲۷ – ۶ ژوئن ۱۹۹۱) نوازنده سکسوفون تنور و از پیشگامان سبک کول جز و جاز برزیلی بود.
استن در فیلادلفیا به‌دنیا آمد و در نیویورک بزرگ شد. قبل از این‌که پدرش در سیزده‌سالگی او سکسوفونی برایش بخرد با چند ساز دیگر آشنا بود. در شانزده‌سالگی به گروه نوازندگان جک تی‌گاردن پیوست. سپس در ارکسترهای دیگر از جمله با استن کنتون، جیمی دورسی و بنی گودمن نواخت. با نوازندگی در ارکستر وودی هرمن گل کرد. در دهه ۱۹۵۰ میلادی همراه با هوراس سیلور و آسکار پیترسن به نواختن به سبک کول جز پرداخت.
در سال ۱۹۶۰ میلادی بعد از بازگشت از اروپا (که برای فرار از دستگیری به‌خاطر اعتیادش به آنجا رفته بود) همکاری با آنتونیو کارلوس ژوبیم را آغاز کرد. اجرای او با ژوآئو ژیلبرتو و آسترود ژیلبرتو از آهنگ ژوبیم به‌نام «دختری از ایپانه‌ما» شهرتی جهانی یافت. از آن زمان به بعد این آهنگ یکی از مشهورترین آهنگ‌های جاز شده‌است. همکاری او با ژوبیم و دیگر موسیقی‌دانان برزیلی ریتم بوسانووا را به دنیا شناساند. پس از بازگشت از سفر دیگر به اروپا (باز هم به خاطر اعتیاد و فرار از دستگیری) در دهه‌های هفتاد وهشتاد کنسرت‌های زیادی اجرا کرد. او را یکی از بهترین نوازندگان سکسوفون تنور در موسیقی جاز می‌دانند.